# Chemin de fer intérieur de l'Exposition universelle de 1889
Le chemin de fer intérieur de l'Exposition universelle de 1889, était un chemin de fer à voie étroite (600 mm) Decauville d'une longueur de trois kilomètres, utilisé lors de l'Exposition universelle de Paris du 6 mai au 31 octobre 1889 ; il partait de l'esplanade des Invalides pour rejoindre l'avenue de Suffren.

## Itinéraire

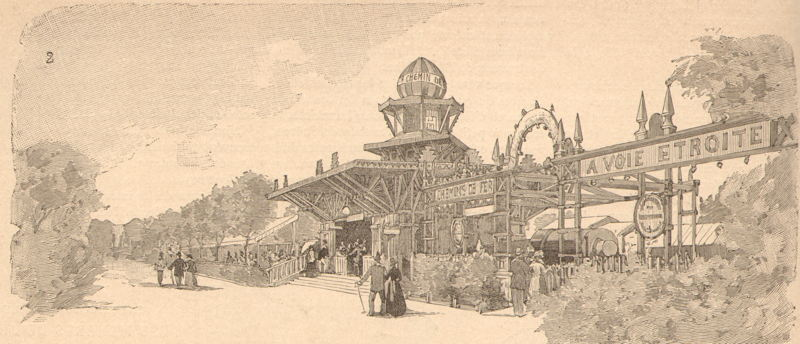
Station de la Concorde (Esplanade des Invalides).

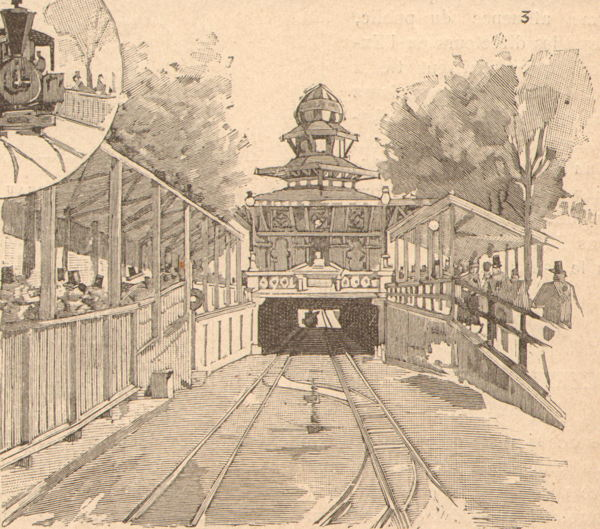
Passage inférieur à la Tour Eiffel (Pont d'Iéna).

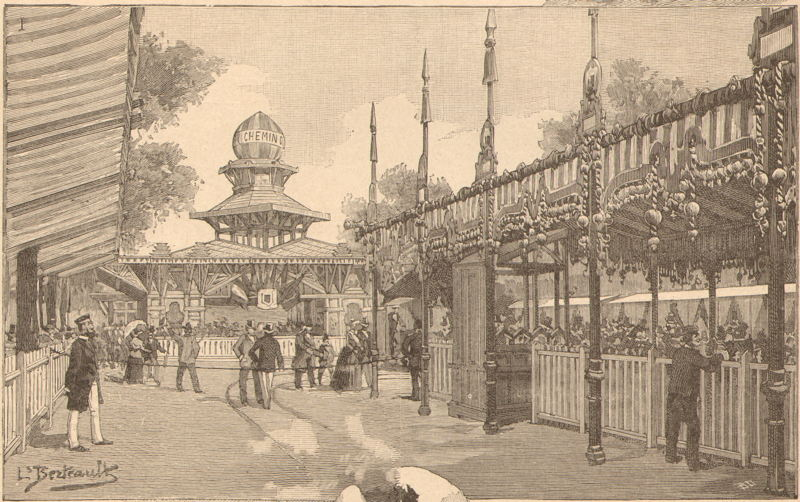
Station de la Tour Eiffel (Pont d'Iéna).

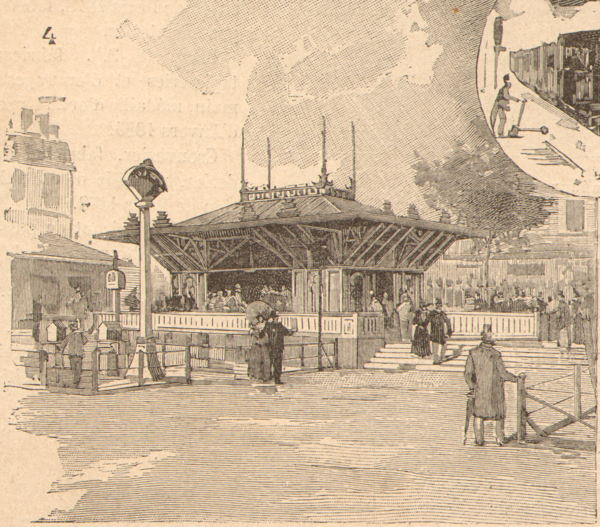
Station du Palais des Machines (Avenue de Suffren).

L'Exposition universelle de 1889 était trop grande pour être parcourue à pied. Un chemin de fer intérieur a donc été construit pour relier les bâtiments d’exposition de l’esplanade des Invalides à ceux situés sous la tour Eiffel. Cette ligne de chemin de fer, longue de trois kilomètres, commençait à 250 mètres du pont de la Concorde, au ministère des Affaires étrangères près de la Seine. Elle traversait l'esplanade des Invalides et suivait le quai d'Orsay sur les quais de la Seine, à l'intérieur de la clôture de l'Exposition, entre les deux rangées d'arbres les plus éloignées du rivage. Elle traversait le boulevard de La Tour-Maubourg par un passage à niveau, empruntait un tunnel de 106 mètres sous l'avenue Rapp et l'avenue Bosquet, traversait l'avenue de La Bourdonnais, empruntait un passage souterrain près de la tour Eiffel, puis tournait à gauche à angle droit sur l'avenue de Suffren, qu'elle suivait jusqu'au dernier arrêt à la Galerie des Machines.
Outre les deux stations terminales, il y avait trois arrêts sur le Quai d'Orsay : le premier à l'intersection de Malar, le deuxième au Palais des produits alimentaires, le troisième au coin du Quai d'Orsay et de l'avenue de Suffren. L'infrastructure et les véhicules ferroviaires avaient été fournis par la société Decauville. La ligne était à double voie avec une entre-voie de deux mètres.
Les bâtiments de la gare aux arrêts étaient conçus pour être vus de loin par les visiteurs. Le fils de l'un des concessionnaires, le jeune architecte Louis Gaillot, leur a donné des formes originales et des fonctionnalités inhabituelles. Les auvents qui couvraient les quais offraient une protection contre les intempéries. Aux dernières gares, il y avait des buffets où les passagers pouvaient se retrouver et se reposer.

## Construction
La voie a été conçue par Adolphe Alphand, directeur général des travaux, qui a chargé Antoine Gaillot et Paul Gallotti de commander sa construction à Gaillot et Cie sous la supervision de Jules Lion, l'ingénieur de l'Exposition. La construction a été dirigée par l'ingénieur en chef adjoint et responsable du travail des métaux, J. Charton, qui s'est notamment occupé de la construction de la voie ferrée au Champ-de-Mars.

## Exploitation
Il y avait des règlements qui régissaient l'exploitation de cette ligne de chemin de fer par le concessionnaire. Les trains devaient partir toutes les dix minutes de 9 h à minuit depuis les terminus, soit six trains par heure ou 90 trains par jour dans chaque direction. Le dimanche, on pouvait conduire jusqu'à 150 trains dans chaque direction. Bien que l'itinéraire ait été complètement isolé des transports en commun sur la majeure partie de son parcours, une vitesse maximale de 10 km/h avait été définie. Celle-ci devrait même être réduite à 4 km/h à certains endroits, notamment aux passages à niveau, où chaque train était précédé d'un signaleur. La longueur des trains ne pouvait dépasser 50 mètres et tous étaient équipés d'un frein à action rapide.
Le tarif était uniforme à 0,25 franc par personne dans la voiture d'été et à 0,50 franc dans la voiture-salon, quelle que soit la durée du trajet. Les visiteurs pouvaient acheter leurs billets dans de nombreux points de vente à l’avance. Il suffisait de remettre les billets au personnel des chemins de fer pour monter dans la voiture. À la sortie, ils étaient déposés près tourniquets. Selon le recensement officiel, 6 342 446 visiteurs ont été transportés au cours de cette exploitation de six mois,.
Pour des raisons de sécurité, il y avait un signal en forme de disque télécommandé à chaque arrêt, qui ne pouvait être libéré que lorsque la barrière était fermée. Tous les trains étaient annoncés par un système de sonneries électriques qui menait des passages à niveau à la gare la plus proche. Enfin, il y avait un service téléphonique dans chaque station.

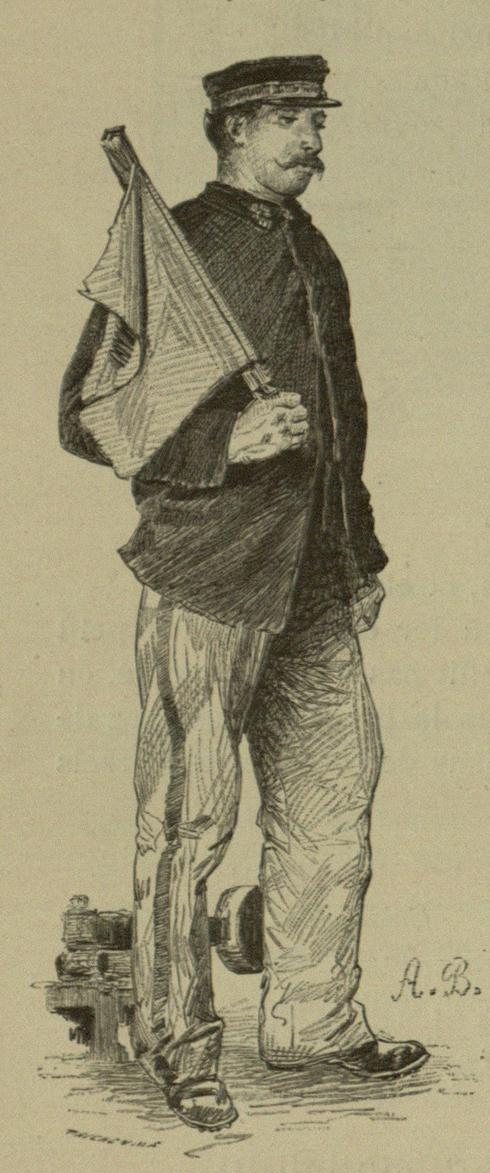
Signaleur.
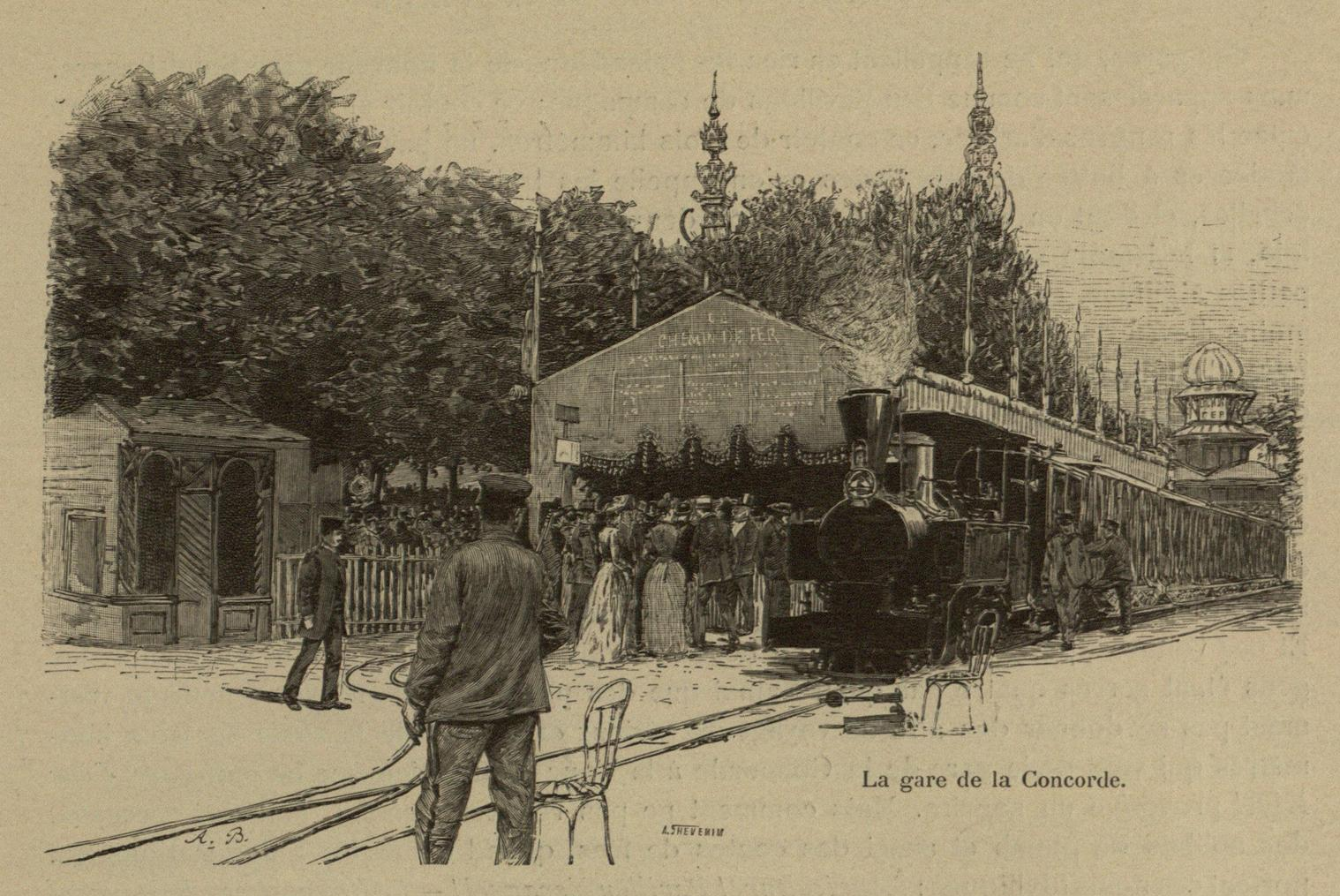
Station de la Concorde.
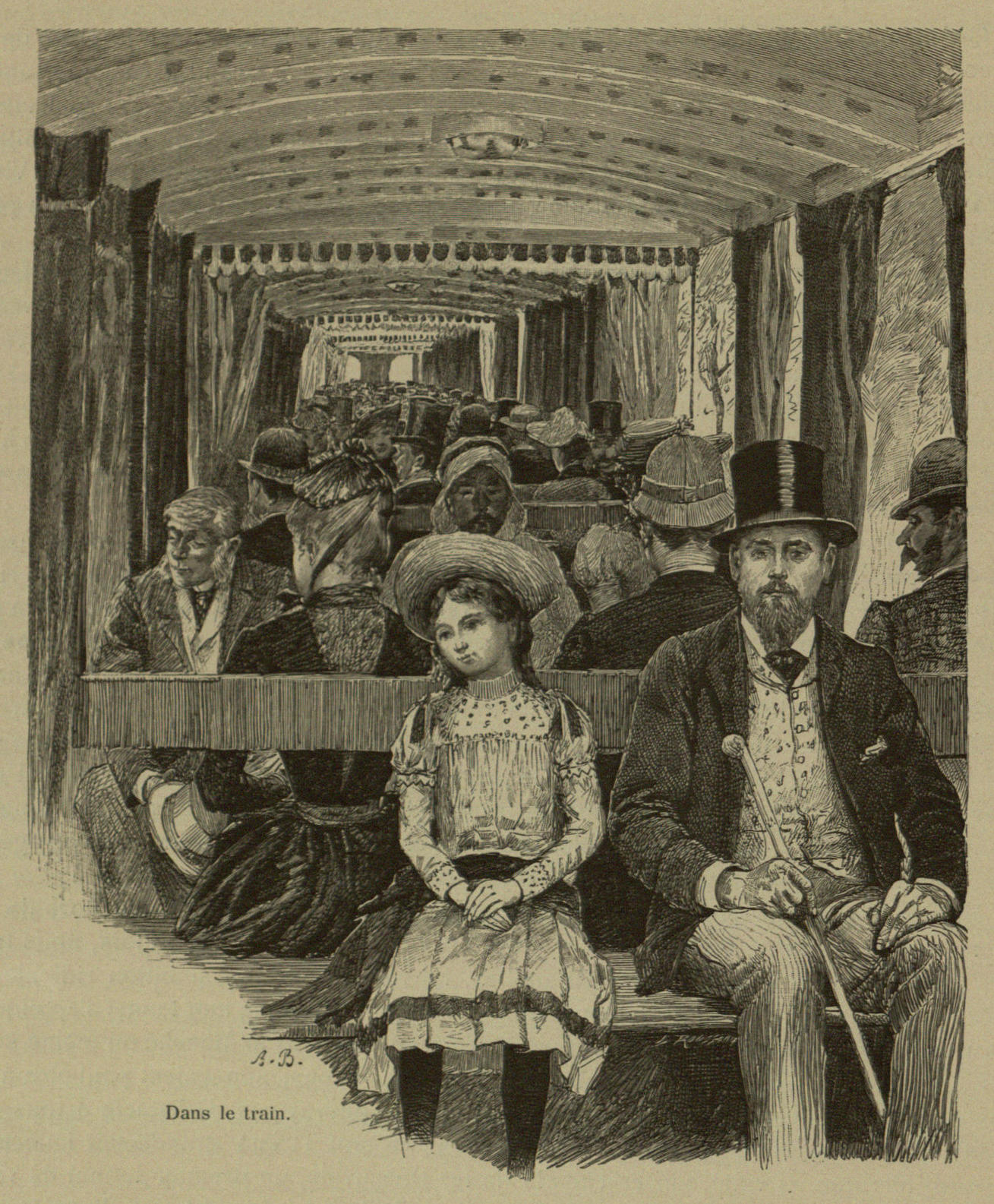
Intérieur d'une voiture.
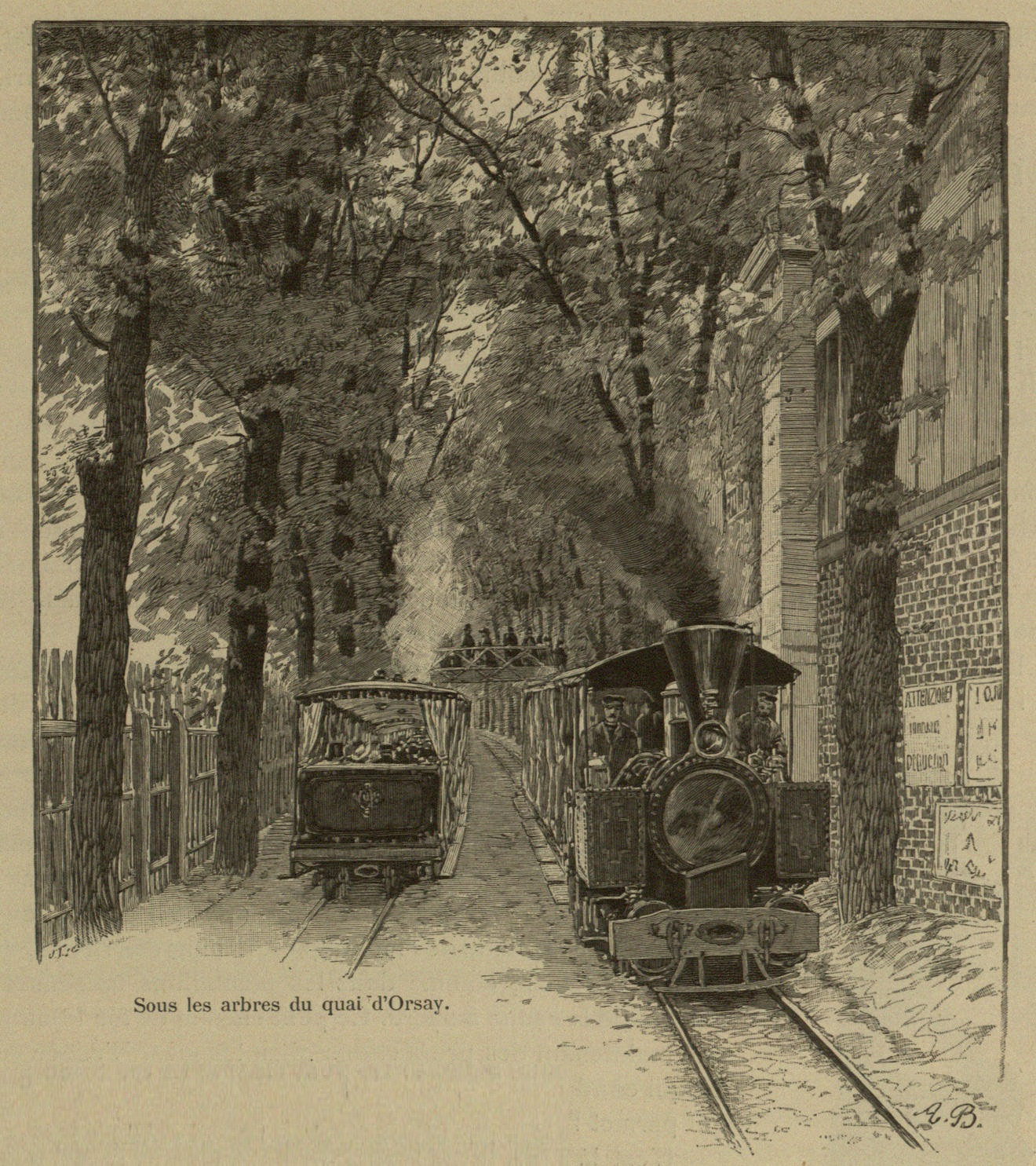
Circulation au Quai d'Orsay.
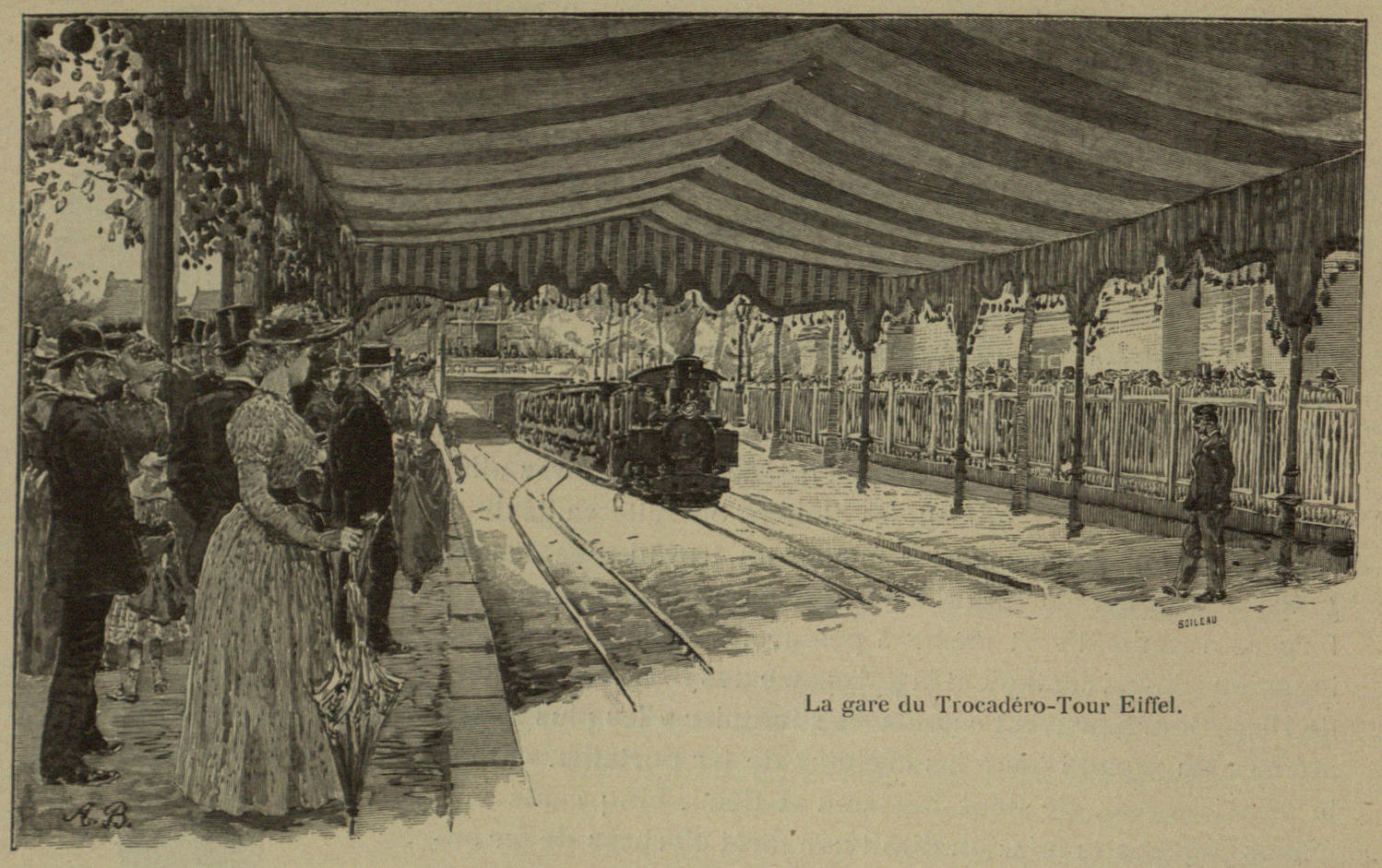
À la tour Eiffel.
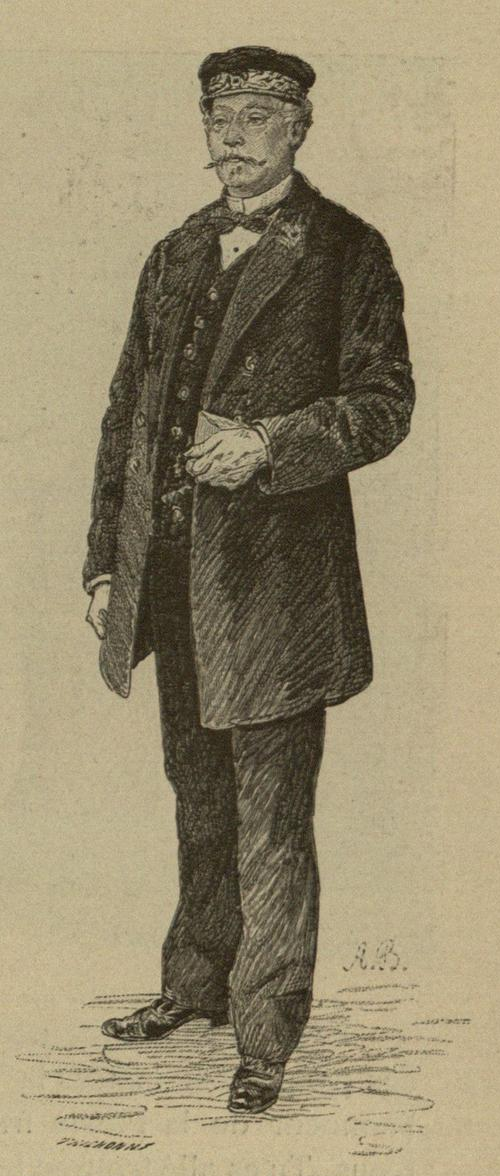
Chef de gare.

## Locomotives
Seules des locomotives à vapeur de divers types ont été utilisées. L'un des plus intéressants est venu du capitaine d'artillerie Péchot. Cette locomotive jumelle Fairlie a été conçue spécifiquement pour être utilisée par l'armée. Il y avait aussi des locomotives Mallet. Les wagons utilisés pour le transport de visiteurs étaient d'un type différent, semblable à ceux du ministère de l'Armée.
Il y avait environ 12 locomotives à vapeur et 100 voitures de types divers en service. Le Suédois Fredrik Arvidsson Posse a acheté deux des locomotives montrées à Paris, Massouah et Turkestan, deux voitures de tourisme et du matériel de voie, et les a placées lors de l'inauguration de Helsingborg Råå Ramlösa Järnväg, le 16 juillet 1891,,. D'autres locomotives exposées ont par la suite été utilisées sur le Tramway de Royan, les Chemins de fer du Calvados et le Chemin de fer Decauville Diego Suarez - Camp d'Ambre,.
| Classification  | Poids | Numéro de fabricant | Numéro de marchand | Nom                                                  | Image | Remarques |
| --------------- | ----- | ------------------- | ------------------ | ---------------------------------------------------- | ----- | --- |
| 0-4-0T          | 3 t   | Couillet 903/1887   | Decauville 56/1887 | Ma Camarade Plus tard Marc Seguin                    |       | Vendu à De Malzine, Carrières de Rogeries, département du Nord. |
| 0-4-0T          | 3 t   |                     | Decauville 49      | La Mignonne                                          |       | Vendu au Chemin de fer Decauville Diego Suarez – Camp d’Ambre. |
| 0-4-4-0T Péchot | 9,5 t | Péchot 1            | Decauville 57      | France                                               |       | Poids opérationnel de 12 t, vendu à la direction d'Artillerie de Toul (N° 1).                                                                                        |
| 0-4-4-0T Mallet | 9,5 t | Tubize 661/1887     | Decauville 52      | L’Avenir                                             |       | Poids opérationnel de 12 t, capable de supporter une pente de 8% avec des rayons de courbure de 20 à 35 m sur des rails avec un poids au mètre de 9,5 kg/m.          |
| 0-4-4-0T Mallet | 9,5 t | Tubize 697/1887     | Decauville 58      | Plus tard Kosta                                      |       | A été proposé dans le catalogue Canon Legrand à Mons et Raismes vendu à Hummel en Suède.                                                                             |
| 0-4-4-0T Mallet | 9,5 t | Tubize 713/1888     | Decauville 59/1889 | Ville de Laon Plus tard Diego Ferre                  |       | Vendu en 1891 au Tramway de Royan, puis plus tard en 1896 par l'intermédiaire du représentant de Decauville, Ayulo & Cie, à la plantation de sucre de Pardu (Pérou). |
| 0-4-4-0T Mallet | 9,5 t | Tubize 736/1889     | Decauville 72/1889 | Kairoruan Plus tard Varaville                        |       | Vendu en 1891 au Tramway de Royan, puis aux Chemins de fer du Calvados (N° 6).                                                                                       |
| 0-4-4-0T Mallet | 9,5 t | Tubize 751/1889     | Decauville 74/1889 | Australie Plus tard Cabourg                          |       | Vendu en 1891 au Tramway de Royan, puis aux Chemins de fer du Calvados (N° 1).                                                                                       |
| 0-4-4-0T Mallet | 9,5 t | Tubize 752/1889     | Decauville 75/1889 | Dumbarton Plus tard Madagascar Plus tard Sallenelles |       | Vendu aux Chemins de fer du Calvados (N° 2, Sallenelles) en 1892, à Bourillon & Pelleron en 1908.                                                                    |